# 테이킹 사이즈
테이킹 사이즈(Taking Sides)는 영국에서 제작된 이스트반 자보 감독의 2001년 드라마 영화이다. 하비 케이틀 등이 주연으로 출연하였다.

## 출연

### 주연
- 하비 케이틀
- 모리츠 블라이브트로이

### 조연
- 스텔란 스카스가드
- 버짓 미니크마이어
- 울리히 터커
- 올레그 타바코브
- 한스 지쉴러
- 아민 로드

## 제작진
- Line PD: 우도 하펠
- 공동제작: 제레미 아이삭스
- 공동제작: 라이너 모커트
- 미술: 켄 애덤
- 의상: 조지이 자칵스
- 배역: 질리언 하우저
- 배역: 헤타 맨체프